# Klemens Junosza
Klemens Junosza vlastním jménem Klemens Szaniawski (23. listopadu 1849 Lublin – 21. března 1898 Otwock, Mazow) byl polský romanopisec a fejetonista.

## Životopis
Jeho rodiče byli Władysław Szaniawki (1820), vedlejší žalobce a Leontyna rozená Brodowská (1832–1855).
Po ztrátě rodičů v raném věku studoval u piaristů v Łukówě a poté v Siedlcích (1862–1865). Kvůli obtížným finančním podmínkám školu nedokončil, vrátil se do Lublinu, kde několik let pracoval v účetní komoře.
Po roce 1875 se usadil ve Varšavě, věnoval se literární tvorbě a žurnalistice a spravoval rodinný majetek ve Wola Korytnicka u Węgrowa. V letech 1877–1883 byl tajemníkem redakce deníku „Echo“, poté členem redakční rady „Wiek“. Nějakou dobu redigoval „Wędrowca“ a vydavatelství „Biblioteka Dzieł Wyborowych“. Žil ve Varšavě a udržoval kontakt s Lublinem. Publikoval četné texty v „Gazeta Lubelska“ a „Kalendarz Lubelski“.
V roce 1875 oženil se s Karolinou (Žofií) Piaseckou (1852), dcerou notáře z Lublinu, měl s ní dva syny: Władysława (1875–1943) a Jerzyho. Byla také spisovatelkou, publikovala povídky v lublinských a varšavských časopisech; v "Lublinském kalendáři" vydala hru pro děti a román pro dospívající dívky (Teatr dla Dzieci, Nacie obojí v roce 1896).
Szaniawski zemřel na tuberkulózu 21. března 1898 v sanatoriu v Otwocku. V souladu se svou závětí byl pohřben vedle hrobu své matky na hřbitově v Lublinu v ul. Lipowa 18 b. Spisovatelovo rodné město uspořádalo slavnostní pohřeb, který se stal velkou manifestací obyvatelstva a zabývaly se jím četné polské časopisy. Ještě téhož roku byl na Szaniawského hrobu vztyčen velkolepý a originální pomník podle návrhu stavitele W. Krzesińského. Byl vyroben v kamenické a sochařské dílně AS Timme v Lublinu, měl tvar půlkruhové kaple. Přední stěnu zdobily nápisové atributy: pero a vavřínová ratolest, nahoře v arkádovém výklenku byla umístěna busta Szaniawského od Ludwika Pyrowicze.
V Lublinu na sídlišti Wieniawa byla po něm pojmenována ulice a jedna z ulic v krakovské čtvrti Łagiewniki.

### Tvorba
Jako spisovatel debutoval v časopise „Kolce“ v roce 1874. Szaniawski vynikal především drobnými prozaickými formami: novelou, povídkou, obrazem, skicou. Ve svých dílech zobrazil nejen rolnické a drobné šlechtické prostředí, ale také varšavské měšťany a Židy.
Na Lublin odkazovala povídka Cud na kirkucie vycházející z místní židovské tradice. Szpada Hamleta byla memoárem starého herce lublinského divadla Zaręby. Několik obrazů z města obsahovala skica s názvem Lublin. Do Lubartówa zasadil děj románu Pan sędzia a povídky Dworek przy cmentarzu.
Byl velkým tvůrcem zejména židovských typů a vztahů panujících na venkově a ve městě (Czarnebłoto, Pająki, Łaciarz, Panowie bracia, Syzyf, Synowie pana Marcina, Buda na karczunku, Na bruku, Zagrzebani, Za mgłą).

## Dílo

### Výběr
- Z mazurskiej ziemi, 1884 (opowiadanie)
- Przy kominku, 1896 (opowiadanie)
- Pan sędzia, 1887 (powieść)
- Cud na kirkucie 1888
- Nasi Żydzi w miasteczkach i na wsiach, 1889
- Obrazki szare, 1890
- Panowie bracia, 1891
- Pająki, 1894 (powieść)
- Z Warszawy. Nowelle, 1894 (opowiadania)
- Szpada Hamleta 1894
- Czarnebłoto. Pająki wiejskie, 1895
- Żywota i spraw imć pana Symchy Borucha Kaltkugla ksiąg pięcioro, 1895
- Fotografie wioskowe, 1895
- Na bruku, 1897
- Z pola i z bruku, 1897
- Kłusownik, 1898
- Na zgliszczach, 1898
- Z „Zapisek myśliwego”, 1898
- Dworek przy cmentarzu 1900

### V češtině
- Pavouci: obraz z varšavského života – přeložil Josef Koněrza. Brno: Josef Barvič, 1894[1]
- Na dlažbě: román z varšavského života – př. Karel Anders. Praha: František Šimáček, 1898[2]
- Proti vodě – př. Jaroslav Rozvoda. Praha: Národní tiskárna a nakladatelství (NTN), 1901
- Pod sprchou: obraz ze života venkovského – př. Václav Tumpach Kamejský. Praha: Václav Kotrba 1904
- Abram Pinkt a Matouš Sýkora, dva filosofové současní – Praha: NTN, 1907
- Děti pana rady – př. Jaroslav Rozvoda. Plzeň: Jaroslav Rozvoda, 1908[3]
- Záplatář – úvod František Sekanina; př. Josef Horák; in: 1000 nejkrásnějších novel... č. 43. Praha: Josef Richard Vilímek, 1913
- Šeré obrázky: ze stejnojmenné sbírky Klemensa Junoszy – př. O. S. Vetti. Brno: Občanská tiskárna, 1922